# De Jode
de Jode ist der Name einer Künstlerfamilie in Antwerpen im 16. und 17. Jahrhundert. Der Stammvater, Gerrit de Jode der Ältere († 1591), kam aus Nimwegen und ließ sich als Erster in Antwerpen nieder. Er war Kartograph, Kupferstecher und Verleger.
Weitere Mitglieder der Familie waren:
- Gerrit de Jode der Jüngere (1541–1599), Kupferstecher, Sohn von Gerrit de Jode des Älteren
- Hans de Jode (* 1630; † nach 1662), niederländischer Maler
- Cornelis de Jode (1568–1600), niederländischer Kartograph, Kupferstecher und Verleger
- Pieter de Jode der Ältere (1570–1634), Kupferstecher, Sohn des Vorherigen
- Pieter de Jode der Jüngere (1604–1674), Kupferstecher, Sohn des Vorherigen
- Arnold de Jode (1636–1666), Kupferstecher, Sohn des Vorherigen